# 5807 Мшатка
5807 Мшатка (5807 Mshatka) — астероїд головного поясу, відкритий 30 серпня 1986 року.
Тіссеранів параметр щодо Юпітера — 3,227.